# Círculo de tumbas B

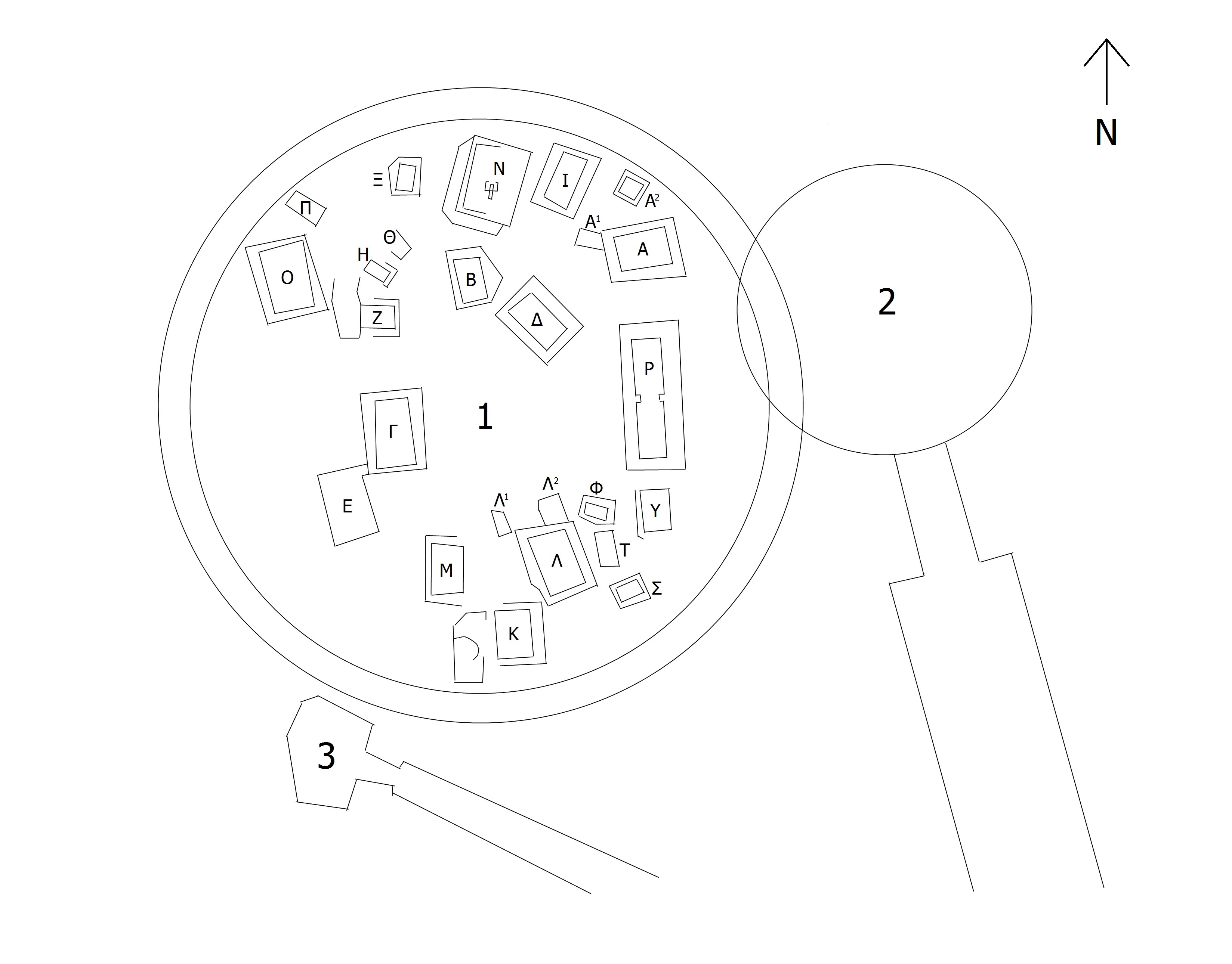
Plano del círculo de tumbas B. 1: Círculo de tumbas B, donde las letras del alfabeto griego identifican cada una de las sepulturas 2: tumba de Clitemnestra. 3: Otra tumba de cámara ubicada fuera del círculo.

El Círculo de tumbas B es una necrópolis de la Edad del Bronce que se encuentra en el yacimiento arqueológico de Micenas (Grecia). Fue hallada en 1951 por el arqueólogo griego Ioannis Papadimitriou. En su interior se encontraron restos de cadáveres y abundantes objetos pertenecientes al ajuar funerario.  
La mayor parte del material hallado se expone en el Museo Arqueológico Nacional de Atenas y en el Museo Arqueológico de Micenas. 

## Descubrimiento
Este conjunto funerario fue excavado entre 1951 y 1954 por los arqueólogos griegos Ioannis Papadimitriou y Georgios Mylonas. El descubrimiento se produjo de manera accidental por Papadimitriou durante unos trabajos de restauración que se estaban llevando a cabo en una tumba de cámara cercana llamada tumba de Clitemnestra.

## Datación
Se considera que estas tumbas pertenecen a un periodo comprendido aproximadamente entre los años 1650 y 1550 a. C., por tanto las más antiguas son algo anteriores a las del Círculo de tumbas A. 

## Descripción

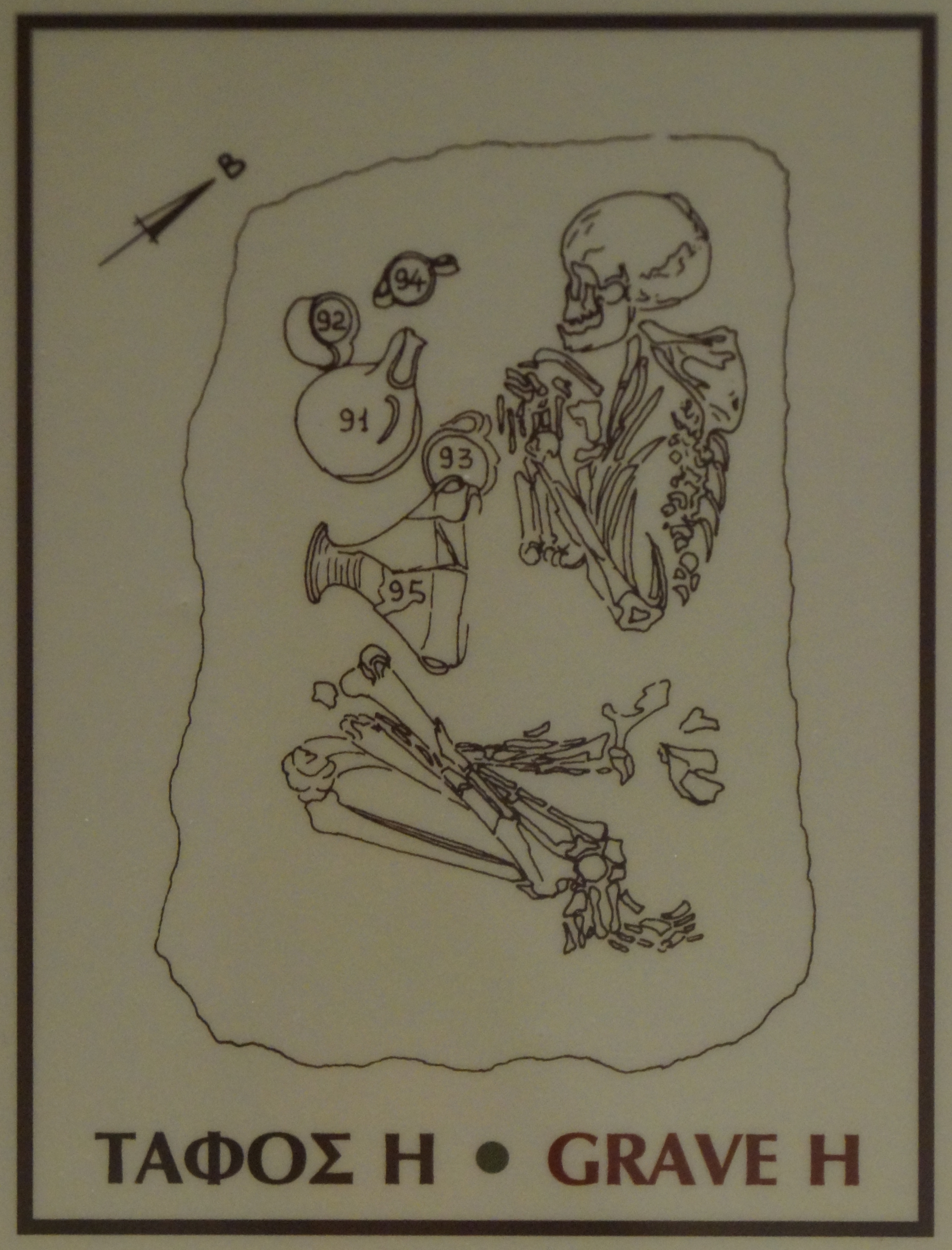
Plano de la tumba eta.

Este conjunto de 26 tumbas se halla fuera de las murallas, a unos 120 metros al oeste de la Puerta de los Leones. Al igual que en el Círculo A, había algunas estelas que señalaban el lugar de las sepulturas. Se ha sugerido que estas tumbas pertenecen a una familia real, probablemente de una dinastía diferente a la que pertenecían los individuos enterrados en el Círculo A.
Consta de catorce tumbas en fosa y otra serie de tumbas pequeñas de forma rectangular excavadas en la roca. El muro circular que las rodea está hecho con piedra caliza y es algo más grueso que el del Círculo A ya que tiene 1,55 metros, mientras su diámetro es muy parecido, en torno a 27 metros. En algunos casos las tumbas fueron reutilizadas. Se considera que estas tumbas tienen una menor influencia cretense que las del Círculo A.
Las tumbas se identifican con letras del alfabeto griego para distinguirlas mejor de las del Círculo A, que se identifican con números.
La tumba alfa contenía un conjunto de huesos acompañados de una gran cantidad de ajuar funerario entre los que se hallaban espadas y otras armas, joyas de oro y bronce, objetos de hueso y de marfil y abundantes recipientes de cerámica. Esta tumba estaba marcada por una estela funeraria con representaciones de animales.
La tumba gamma estaba marcada por una estela funeraria. Tenía cuatro esqueletos, de tres hombres y una mujer. Uno de ellos era de un hombre alto (1,80 m) probablemente un guerrero, en una postura de piernas abiertas y manos junto a la pelvis. El ajuar de esta tumba se compone de dos espadas de bronce con puños de marfil, un puñal y una lanza de bronce, entre otras armas. Otro de los esqueletos portaba un collar de oro y otro presentaba signos de que se le había practicado una trepanación. Otros objetos que se hallaron en esta tumba fueron adornos y una copa de oro, además de copas de bronce y alabastro, un sello de amatista con una representación de una cabeza masculina y una máscara funeraria de electro.
La tumba delta tenía tres esqueletos, espadas y otras armas de bronce y marfil tallado, además de cerámica. También tenía 17 puntas de pedernal colocadas en una bolsa de cuero y esta a su vez estaba dentro de una vasija de bronce. Una de las espadas tenía la particularidad de que la empuñadura está decorada con dos cabezas de león.
La tumba zeta es una tumba pequeña que contenía un solo esqueleto de hombre acompañado de una espada y de algunos objetos de cerámica. 
La tumba eta es la más antigua. Se trata de una cista donde se halló un cadáver encogido y cerámica minia amarilla.
La tumba iota tenía dos esqueletos de hombre; uno de ellos con una espada de bronce con puño de marfil, un cuchillo de bronce con puño de cristal de roca y una lanza de bronce, además de varios objetos de cerámica.
La tumba lambda contenía un esqueleto pero hubo en el mismo lugar dos enterramientos anteriores. Dentro del ajuar que se encontró aquí había una espada, una punta de lanza, una daga, varios cuchillos, 24 puntas de flecha de pedernal y 20 de obsidiana, junto a piezas de oro.
La tumba ny contenía dos esqueletos masculinos y además fue encontrada una mandíbula infantil en la tierra de relleno. El ajuar estaba compuesto por armas, piezas de oro y cerámica. Esta tumba también estaba marcada por una estela funeraria.
En la tumba xi se halló el esqueleto de una niña de unos 2 años de edad adornado con una diadema de hojas de oro, dos anillos de oro que debían servir para sujetar sus trenzas, un collar de piedras preciosas y una sonaja de oro.
La tumba ómicron es la más rica de todas. Estaba marcada por una estela funeraria. En ella se encontraron dos esqueletos, uno de ellos sin ofrendas y el otro, perteneciente a una mujer, tal vez una princesa, junto a un cuenco de cristal de roca de 15 centímetros tallado con la figura de un pato. De su vestimenta se han conservado los adornos de oro y plata que conformaban diademas, y broches, alfileres de bronce, plata y oro que debían servir para sostener el vestido, un brazalete y unos pendientes de oro, collares de piedras preciosas y una placa de marfil.
La tumba rho se considera la más reciente de todas. Consta de una cámara a la que se accedía a través de un dromos cubierto.

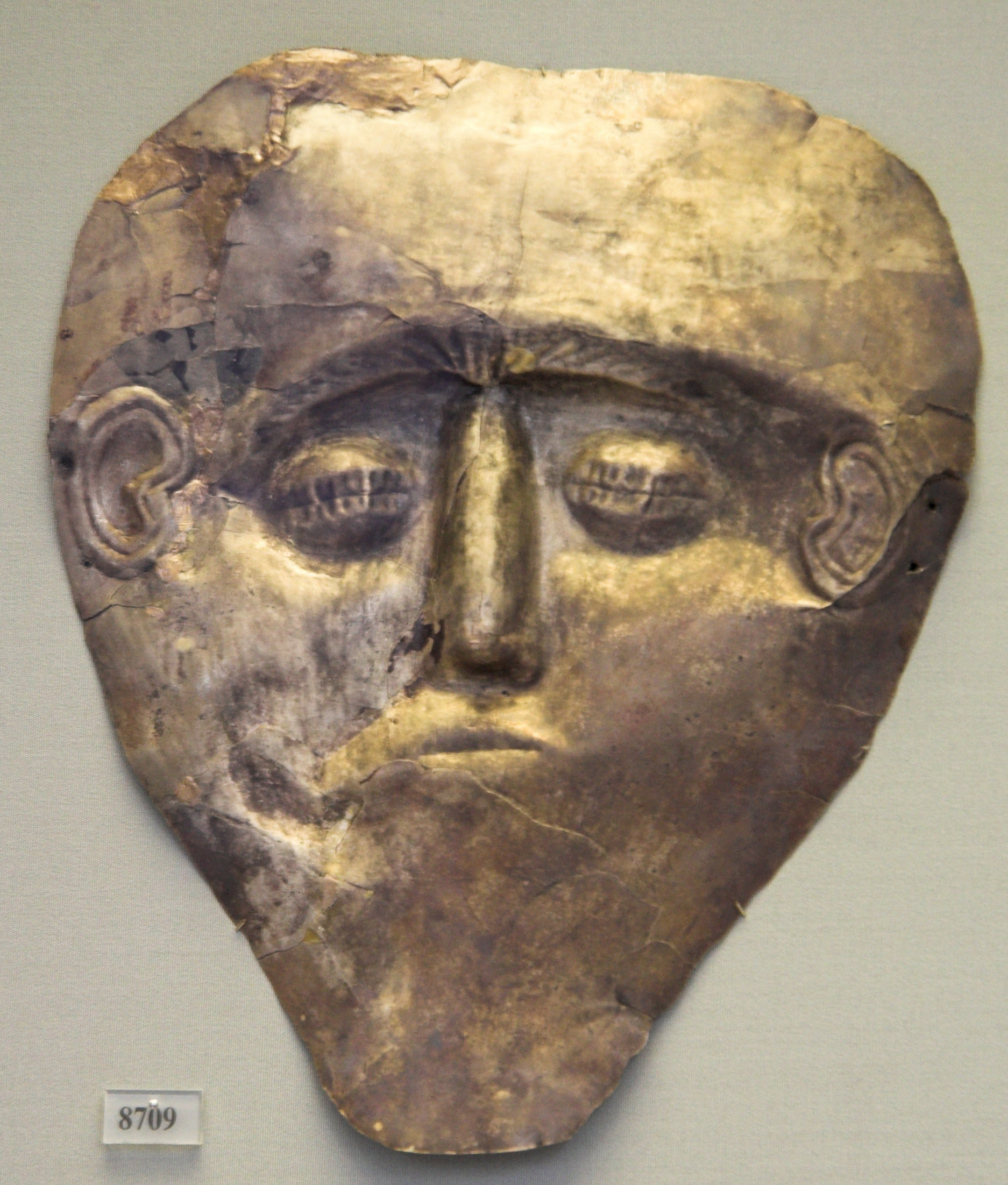
Máscara funeraria de electro hallada en la tumba gamma.
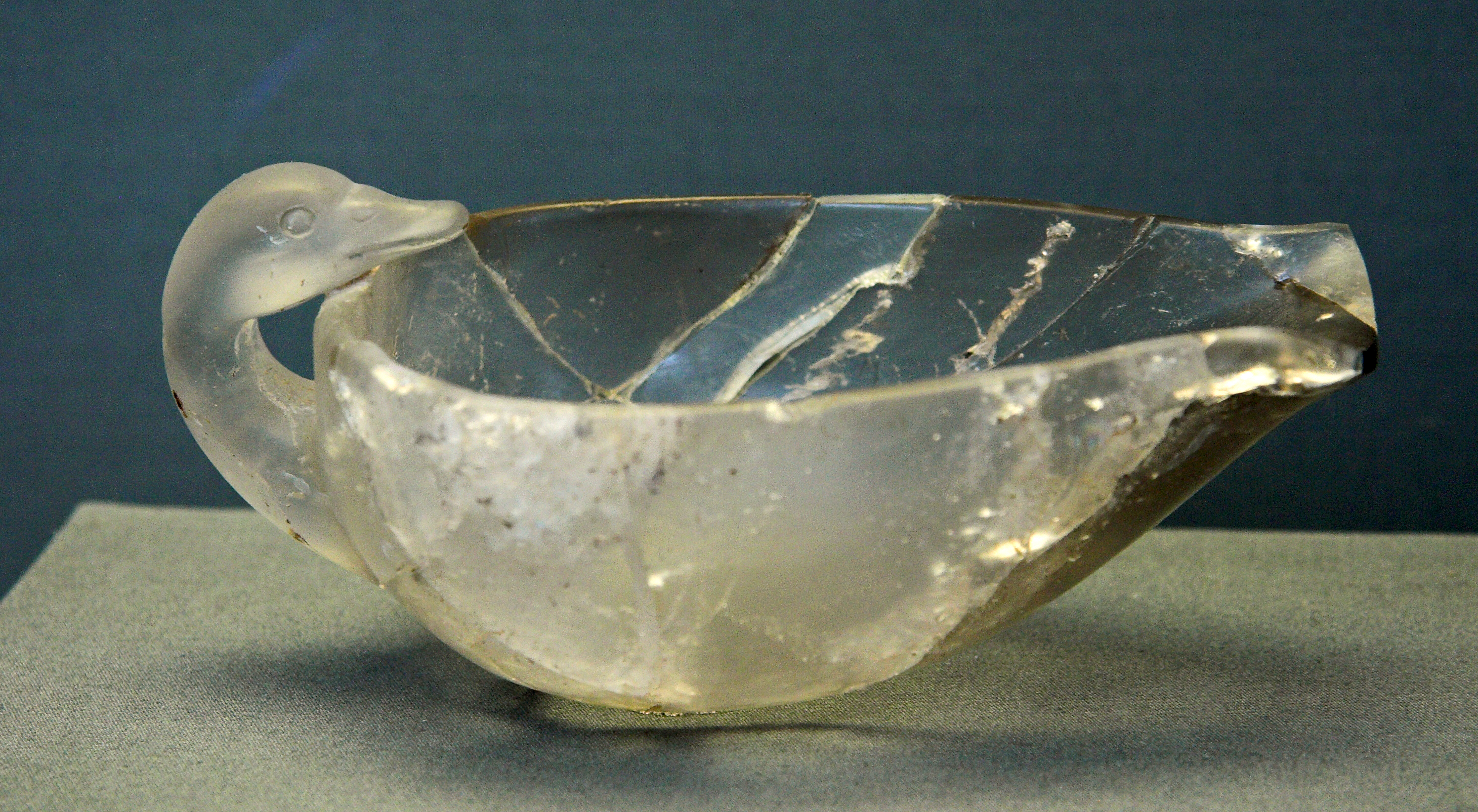
Vaso de cristal de roca con la figura tallada de un pato, de la tumba ómicron.
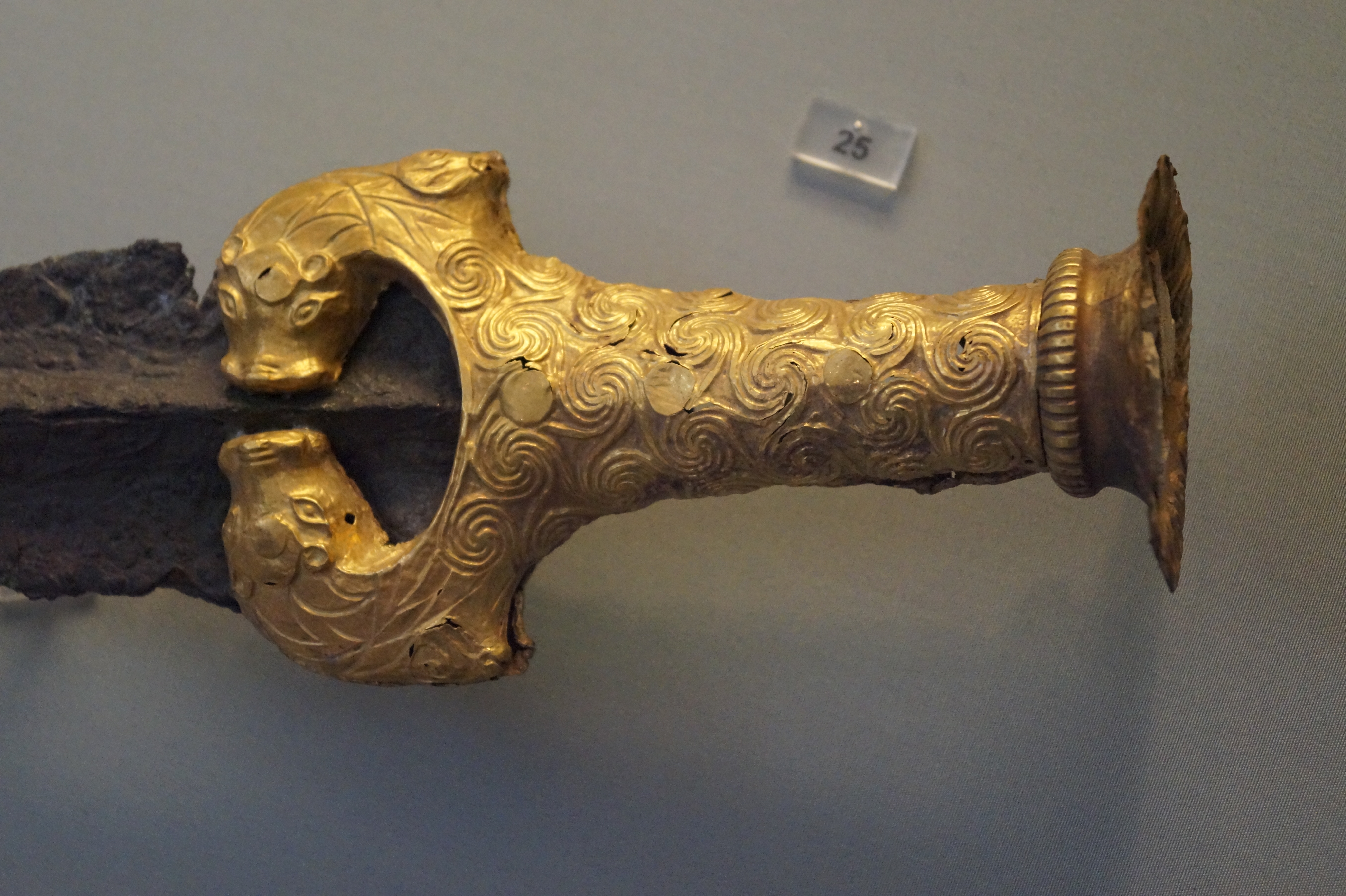
Detalle de la empuñadura de oro de una espada de bronce encontrada en la tumba delta.
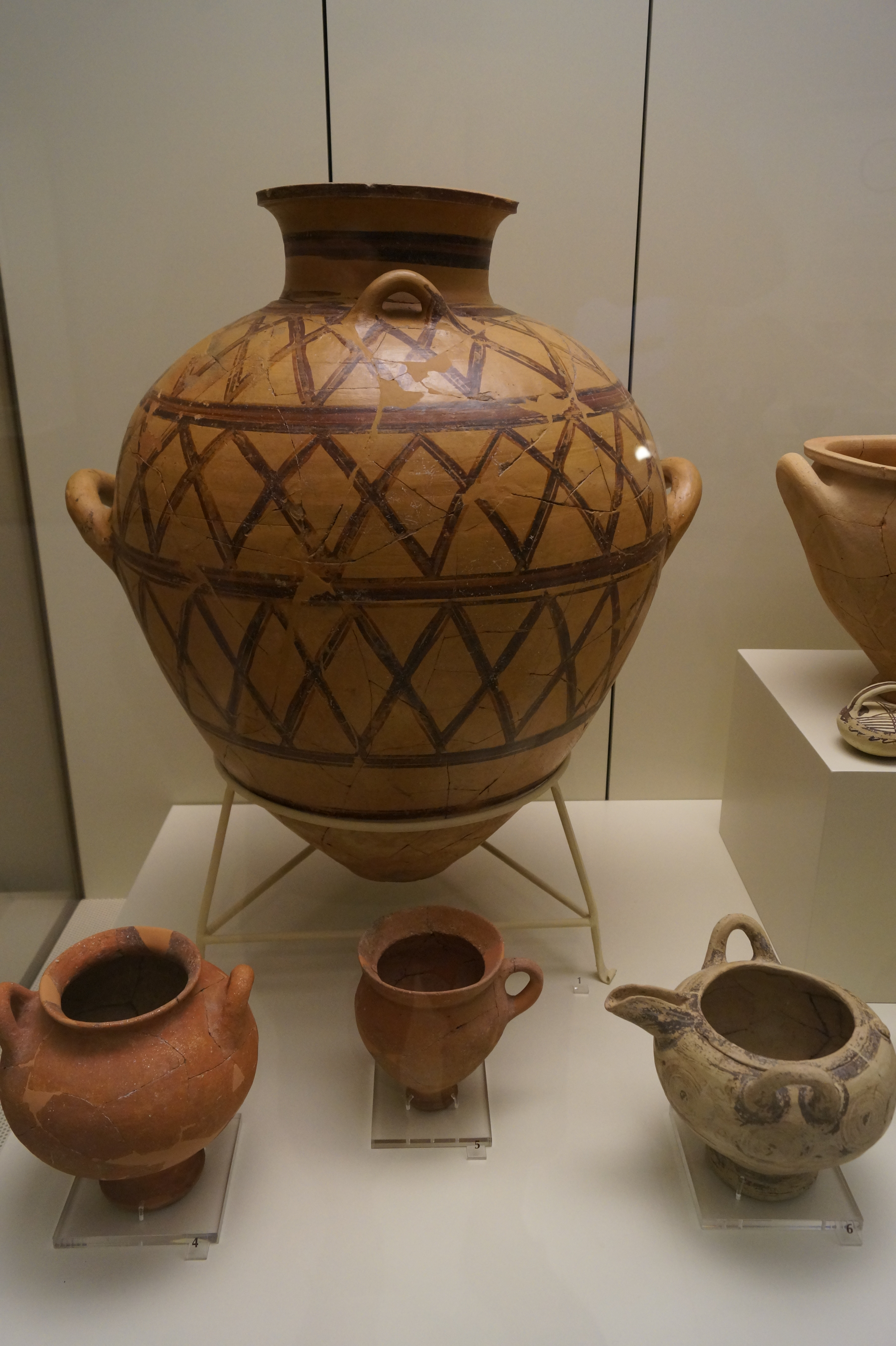
Cerámica hallada en la tumba ómicron.
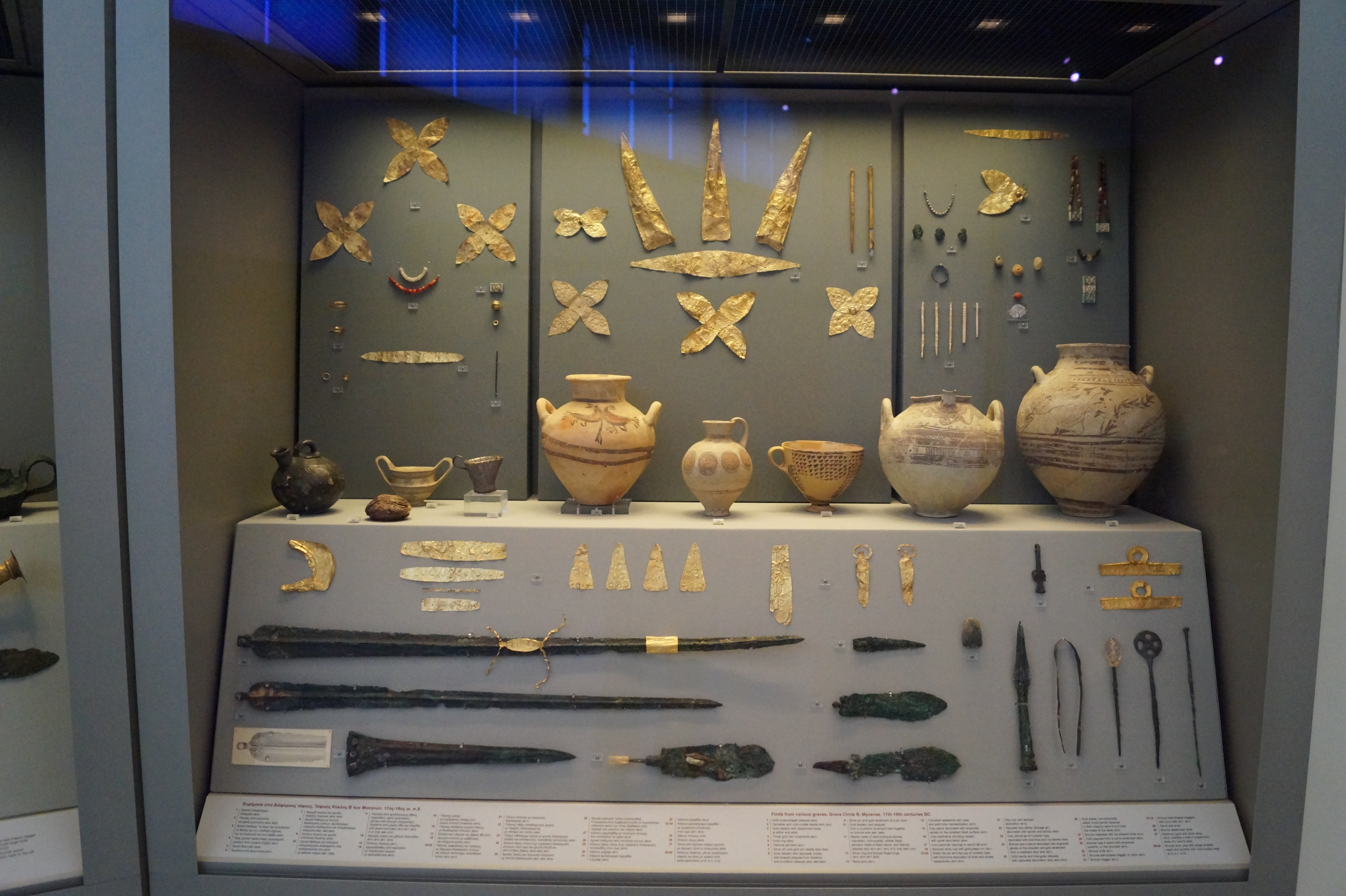
Algunos de los objetos hallados en varias de las tumbas del círculo B.
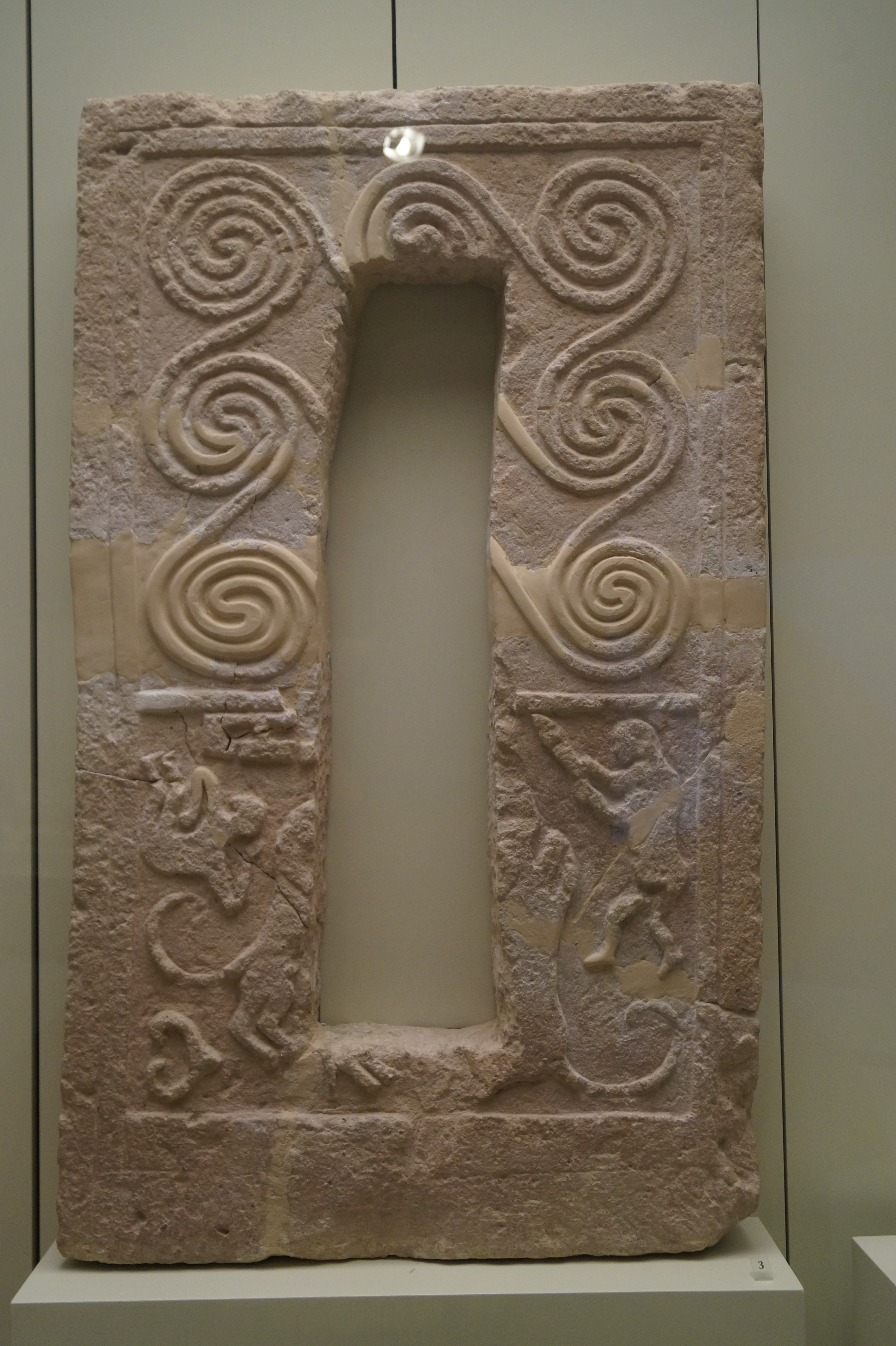
Estela funeraria de la tumba gamma.